# Andrée Blouin
Andrée Madeleine Blouin (16 de diciembre de 1921 - 9 de abril de 1986 República Centroafricana) fue una activista política, defensora de los derechos humanos y escritora.

## Biografía
Andreé fue hija de Josephine Wouassimba, una niña banziri de catorce años, y Pierre Gerbillat, un colonizador francés de cuarenta años. A los tres años de edad, su padre y madrastra Henriette Poussart separaron a Andrée de su madre y la internaron en un orfanato para niñas mestizas. En este vivió abuso y maltrato por las hermanas de San José de Cluny. Este orfanato fue creado para encubrir la evidencia de las "costumbres libertinas" de los europeos (incluido el delito de violación directa) y para "proteger a los niños parcialmente blancos de vivir en condiciones africanas supuestamente primitivas". A los 15 años de edad, las monjas intentaron presionarla para que contrajera un matrimonio arreglado. Pasó 14 años en el orfanato antes de que ella y otras dos niñas huyeran en 1938.
Desde su juventud mostró diversas formas de activismo. Con frecuencia iba a cines exclusivos para gente blanca hasta que la dejaran entrar. En las tiendas pedía artículos en francés, pero los comerciantes deliberadamente “respondían en lingala o kikongo para humillarla”. Aunque tenía la ciudadanía francesa, no tenía un "derecho" real para usar ese idioma.
Al escapar del orfanato, Andrée volvió con su madre y comenzó a trabajar como costurera. Durante un viaje por el río Congo, conoció a un aristócrata belga llamado Roger Serruys. Sin embargo, por su cargo y posición económica Serruys buscaba que su relación fuera secreta a lo que Andreé no estuvo de acuerdo y regresó con su madre. Dio a luz a su hija Rita cuando cumplió 19 años, el 16 de diciembre de 1940.
Posteriormente conoció a Charles Greutz con quien tuvo un hijo. A los dos años el niño enfermó de malaria, pero en los hospitales locales le negaron la medicación de quinina porque “la administración colonial francesa insistió” en que era “solo para europeos”. Blouin “suplicó” al alcalde que hiciera una excepción, pero se negó y al poco tiempo el niño murió por complicaciones relacionadas con la enfermedad. Andrée decidió que Rita no creciera en el África colonial y se mudó a Francia con la familia de Greutz. 
Posteriormente tuvo dos hijos, un hijo llamado Patrick y una hija llamada Sylviane con André Blouin 

## Activismo
A partir de la muerte de su hijo, Blouin se convirtió en activista. Si este hubiera sido atendido adecuadamente, su muerte habría podido evitarse. Como Andreé Blouin fue clasificada como mestiza por su madre africana y su padre europeo, esto le impidió a su hijo recibir el tratamiento contra la malaria. Así es como Blouin lanzó una campaña contra la Ley de la Quinina que prohibía a las personas de ascendencia africana en el África Ecuatorial Francesa recibir medicamentos adecuados para tratar la malaria.
En la década de 1950, viajó a Guinea para apoyar el movimiento independentista del país. Blouin se unió a Sékou Touré, líder del Partido Democrático de Guinea, en la lucha por la independencia de Francia. En 1958, Guinea fue el único territorio francés que optó por la independencia. A través de este trabajo, conoció a muchos otros activistas, como al Primer Ministro Kwame Nkrumah de Ghana y Félix Houphouet-Boigny. Fue expulsada de Guinea por el presidente francés Charles de Gaulle debido a su activismo político. Regresó a África Central para apoyar la lucha independentista. Andrée organizó y movilizó a mujeres para el Partido de la Solidaridad Africana (PSA), una organización del Congo Belga cuyo objetivo era liberar a África del dominio colonial. Blouin describió cómo después de un mes, en mayo de 1960, inscribió a 45.000 miembros en la PSA. Algunas de sus peticiones fueron: 
- Alfabetizar a todas las mujeres, sin importar la edad.
- Promover campañas sobre salud e higiene.
- Combatir el alcoholismo.
- Trabajar por los derechos de las mujeres.
- Trabajar por la protección de la mujer y las infancias
- Trabajar por el progreso social de los africanos.[10]

El movimiento también estableció líneas generales de sedes en todas las provincias y empoderó a las mujeres locales para que asumieran roles de liderazgo en el movimiento. Ese mismo año se convirtió en jefa de protocolo del gobierno de Patrice Lumumba, formado tras la independencia congoleña de Bélgica. Redactaba discursos y era el enlace diplomático con los gobiernos europeos durante la transición a la independencia del Congo. Cuando Lumumba fue asesinado, Blouin se convirtió en un objetivo. Su hija Eve cuenta cómo su madre fue condenada a muerte y obligada a huir del Congo.
En 1973 se instaló en París. Ahí continuó su trabajo como defensora de la igualdad social y de género, así como de la justicia económica en varios países africanos.
Su activismo fue criticado; la administración Eisenhower y las autoridades belgas se preocuparon por sus supuestos vínculos comunistas y el New York Times la llamó “defensora del nacionalismo africano extremo”. Sin embargo, se describió a sí misma como una socialista comprometida con el nacionalismo africano.

## Obras literarias
La autobiografía de Blouin, «Mi país, Africa: Autobiografía de una mujer negra» se publicó en inglés en 1983. Jean MacKellar colaboró con Blouin y realizó entrevistas y la edición del libro. Sin embargo, Blouin rechazó el libro e intentó demandar a MacKellar para bloquear la publicación porque no estaba satisfecha con la presentación de la historia en “términos sociopsicológicos” en lugar de como un “testamento político”.